# 塔克维拉国际大道站
塔克维拉国际大道车站 （英語：Tukwila International Boulevard Station）位于华盛顿州塔克维拉，是海湾运输署运营的中央线的一个架空车站。车站于2009年7月18日启用。在2009年12月19日西塔科国际机场车站启用前，该站一直是中央线南端的终点站。车站与一个有600个停车位的停车换乘设施相连接。

## 位置
车站位于国际大道（华盛顿州99号公路）与南154街（Southcenter Boulevard）的交界处，华盛顿州518号公路的北边。车站的西南面高速公路对面是西雅图-塔科马国际机场的汽车租赁大楼。

## 公交换乘
车站站台下方的地面有公交站。金县公交的124路，128路，快速公交A线和快速公交F线在此停靠。